# 韋爾斯 (薩默塞特郡)
韋爾斯（英語：Wells）是一座位於英國薩默塞特郡，門迪普丘陵以南的城市。雖然根據2001年的統計，本市的人口只有10,406人，但自1205年起已具有城市地位。現在，它是全英格蘭人口第二少的城市。
韋爾斯的建築及宗教方面的歷史令這裡變成旅遊地點之一。

## 友好城市
- 法國 帕赖勒莫尼亚勒